# Palau del Baró d'Esponellà
El palau del Baró d'Esponellà és un edifici situat al carrer de Basea, 2-6 i de la Tarongeta, 7 de Barcelona, catalogat com a bé cultural d'interès local.

## Història
Fou la residència de Gaspar de Berart i de Cortada, militar austricista que el 1717 obtingué de mans de l'arxiduc Carles el títol de baró d'Esponellà, reconegut per Felip V després del Tractat de Viena (1725). El seu fill Ramon de Berart i de Ramon, segon baró d'Esponellà, es va casar amb Manuela de Montanyola i Preen i van tenir dues filles: Agnès (†1815), tercera baronessa d'Esponellà, i Gaietana de Berart i de Montanyola.
Agnès es va casar amb Antoni Gaietà de Fluvià i de Puiggener, que el 1800 va demanar permís per a reedificar el frontis del carrer de la Tarongeta, segons el projecte del mestre de cases Jaume Valls. El seu fill Ramon de Fluvià i de Berart (1764-1832), quart baró d'Esponellà, morí sense descendència i fou succeït per la seva cosina segona Bernarda de Carpi i de Berart (1817-1892), cinquena baronessa d'Esponellà, casada amb Carles de Fortuny i de Sent-romà (1815-1881).
El palau fou heretat pel seu fill Epifani de Fortuny i de Carpi (1838-1924), sisè baró d'Esponellà, que es va fer construir una nova residència al carrer de Casp entre els de Roger de Llúria i del Bruc a l'Eixample. A la seva mort, l'antic palau passà a mans de la seva filla Dolors de Fortuny i Miralles (†1934), casada amb el metge Pere Verdós i Mauri (1855-1929), que el 1925 va demanar permís per a convertir la planta alta en habitatges i obrir-hi finestres, segons el projecte de l'arquitecte Pau Monguió i Fonts.
L'obertura de la Via Laietana va provocar la desaparició de gran part del carrer de Basea, i els enderrocs van arribar just fins a la mitgera occidental d'aquesta finca, que es va convertir en una nova façana al carrer de la Nau, tot guanyant una petita faixa de terreny. La darrera intervenció s'hi va realitzar l'any 2004 per tal de rehabilitar la planta baixa de la banda del carrer de Basea, on actualment hi ha una escola de cuina.

## Descripció
Es tracta d'un edifici destacat en el seu entorn urbà, tot disposant de quatre plantes cap a la banda més septentrional i una més cap a l'oest per l'existència d'un dels testimonis més rellevants de torre medieval en una casa particular a la ciutat. Presenta una planta poligonal regular organitzada al voltant d'un pati central descobert, i disposa de tres façanes de cronologia i realització dissemblants. La del carrer de Basea mostra uns clars orígens medievals, visibles a alguns dels elements com la solana o galeria del darrer pis i bona part del parament visible actualment. Tot i així, la pràctica totalitat de les obertures de la planta baixa es correspondrien amb una operació que caldria situar al voltant de la fi del segle xvi o la primera meitat del xvii. Aquesta concreció és possible gràcies a la tipologia que mostren les finestres de gran format i reixa, però especialment per la fesomia i acabat de la gran porta adovellada, que presenta com a principal característica un extradós configurat amb un arc de mig punt, mentre que el seu intradós es mostra un arc escarser. Al costat hi ha una finestra que disposa d'una llinda de guardapols motllurat i que correspondria també a aquesta època.

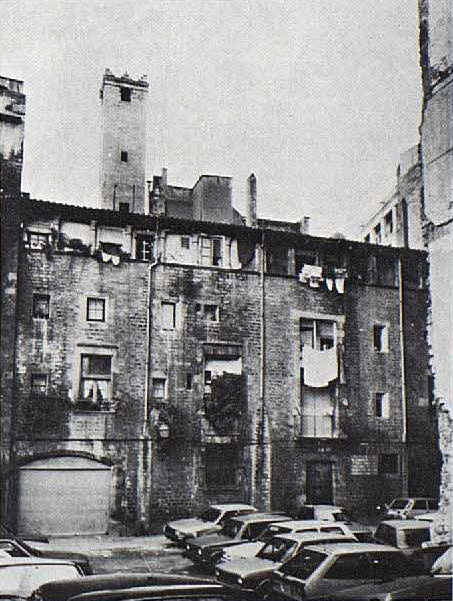
Façana del carrer de Basea amb la botiga i la torre de guaita del núm. 8

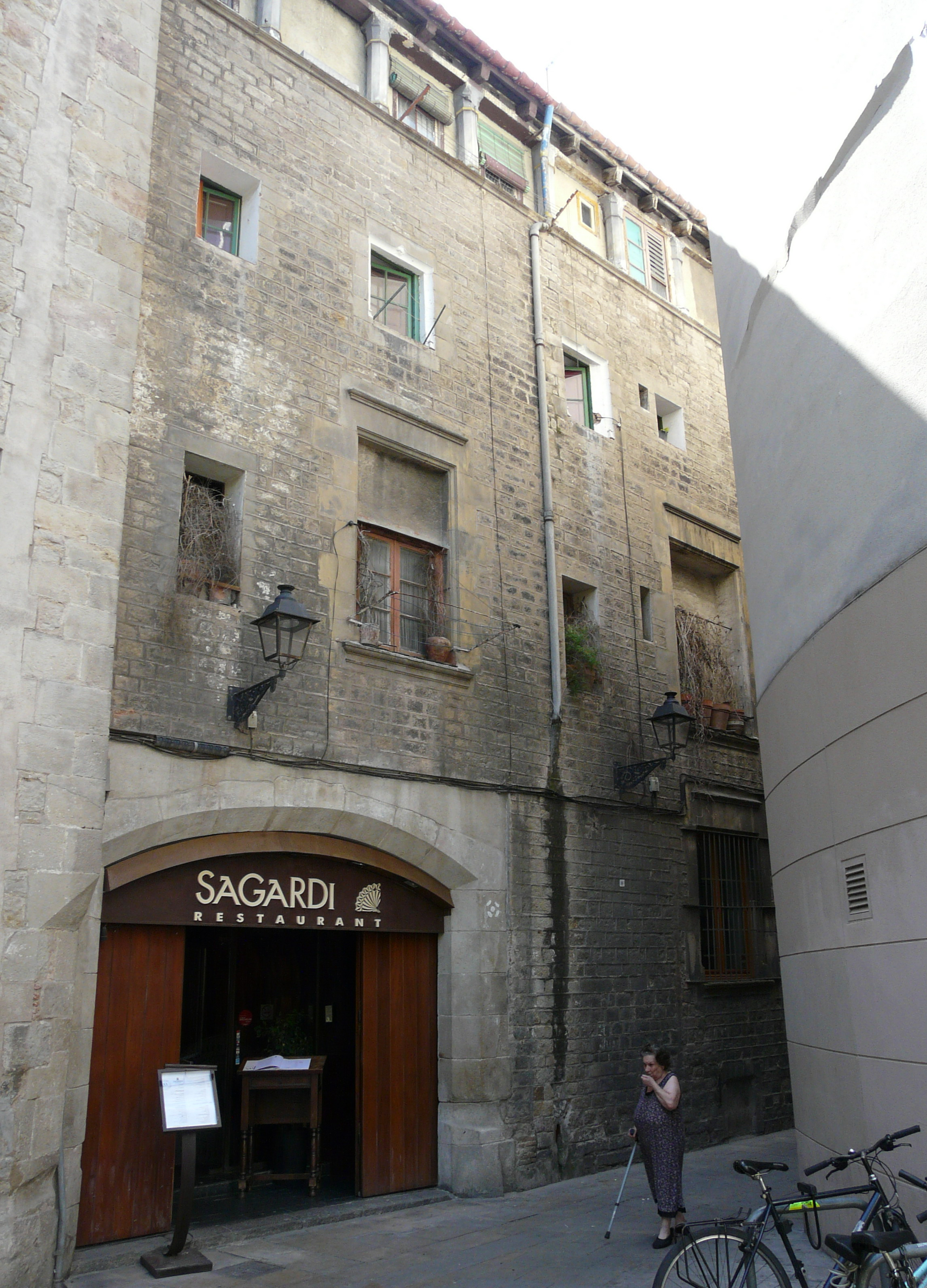
Façana del carrer de Basea amb la botiga que pertany al núm. 8

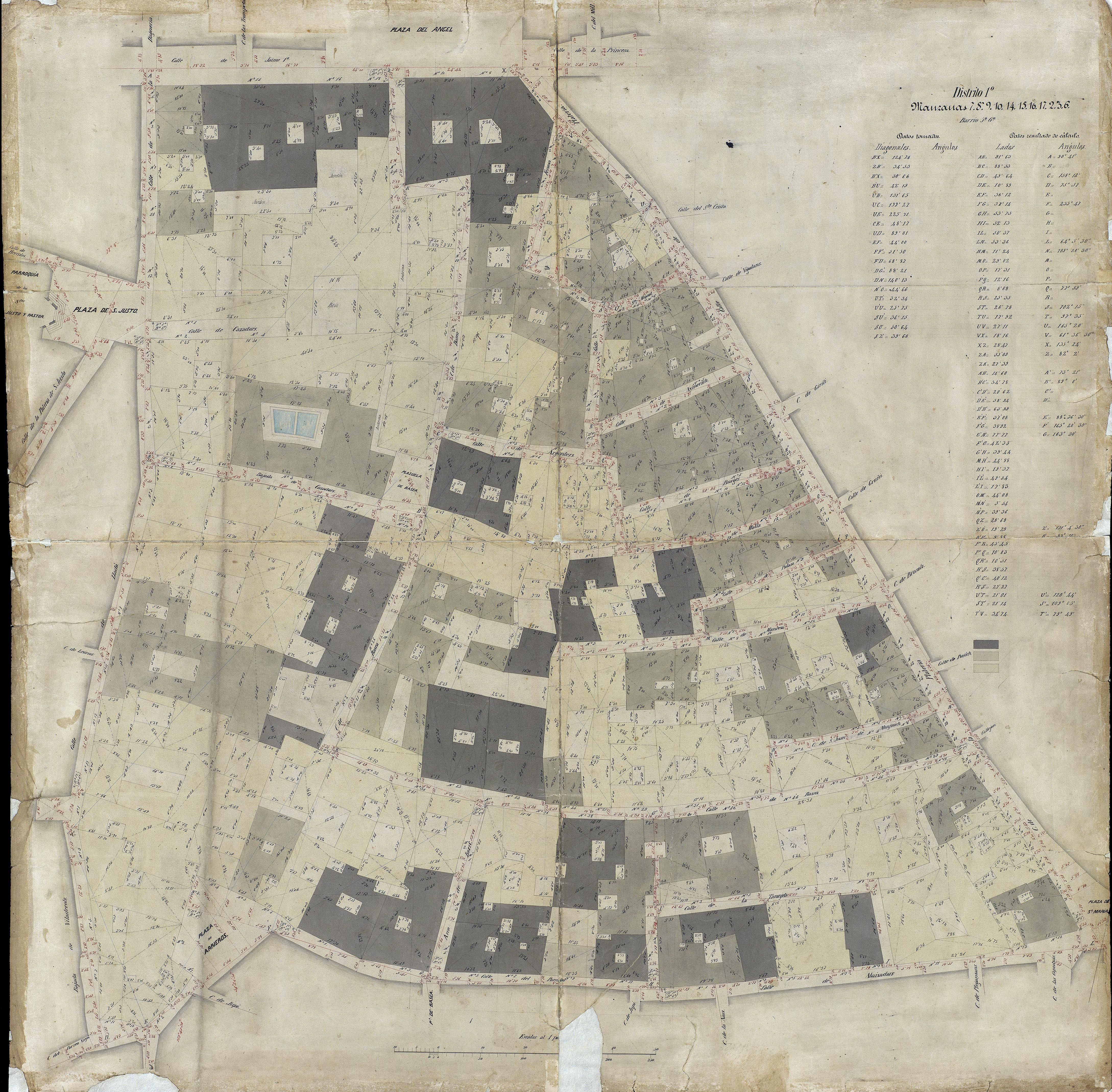
Quarteró núm. 16 de Garriga i Roca (c. 1860)

Pel que fa les finestres, es poden identificar dos tipus clarament diferenciats. En primer lloc, el model de gran format amb reixa que amb dos exemples en aquest ras de planta baixa i bona part de les finestres dels nivells superiors. En destaca d'aquest model (força singular i mancat de paral·lels al nucli antic barceloní) el gran dimensionat de la llinda, i de manera destacada, la presència d'una mena de guardapols motllurat. Aquest element, que per la seva fesomia no respon als acabats edilicis barcelonins d'època moderna (segles xvii i xviii) però tampoc als models tardomedievals o renaixentistes, correspondria a un moment de transició entre els models renaixentistes i els barrocs. Tanmateix, la finestra gran més occidental disposa d'un balcó, molt probablement obra del segle xviii, tot consistint en l'encoratjament d'una estructura metàl·lica en voladís, on es disposa un paviment de rajoles (generalment bícromes) i una barana de ferro que combina els barrots llisos amb d'altres helicoidals.
L'altra tipologia de finestra que també es pot detectar a la façana del carrer de Basea es correspon amb un model d'obertura més petita i amb reixa interior i que es podria relacionar amb unes cronologies anteriors (molt probablement renaixentistes) al model anteriorment descrit. En quant a la façana que dona al carrer de la Nau, es tracta de l'antiga mitgera de la finca que fou transformada en frontis després de les obres d'obertura de la Via Laietana a principi del segle xi. És per aquest motiu que a l'altura del primer pis de la torre és visible un gran arc adovellat de pedra, actualment cegat.
Val a dir que de l'observació dels nombrosos materials i elements estructurals dels baixos , es pot afirmar que la seva configuració interior és resultat de nombroses compartimentacions internes realitzades al llarg del temps. En aquest sentit, cal destacar els grans arcs adovellats de pedra, la tipologia dels quals apunta a cronologies del segle xiii i que podem definir com arcs mitgers que originàriament permetien la circulació i compartimentació de l'espai de la planta baixa segons les necessitats del moment. De la mateixa manera, es conserva una altra porta adovellada que, tot i haver estat parcialment modificada a la zona dels muntats, cal emmarcar dins de la mateixa cronologia medieval.
El pati central es troba actualment dividit com a conseqüència dels processos de compra-venda i arrendament al llarg del temps. Així, l'accés només és possible des de la porta localitzada a la façana del carrer de la Nau. Encara s'hi conserva l'escala de pedra originariàment concebuda per a donar accés directe a la planta noble, on actualment hi ha un vestíbul des del qual arenca l'escala de veïns que condueix a la resta de pisos.
Encara es conserven al frontis on s'adossa l'escala noble els testimonis d'algunes de les obertures medievals, com un petit arc de mig punt que hauria format part d'una galeria avui desapareguda i la finestra coronella de tres obertures i llinda trilobulada. Al primer pis (antiga planta noble) es conserva un gran finestral pertanyent a una de les intervencions barroques i que actualment es troba parcialment encegat.